# Антарктическая история
«Антаркти́ческая исто́рия» (яп. 南極物語, Нанкёку моногатари) — японский художественный фильм-драма режиссёра Корэёси Курахары, вышедший на экраны Японии 23 июля 1983 года. Сюжет основан на реальной истории, которая произошла в 1958 году с японской экспедицией в Антарктике. В результате резко ухудшившихся погодных условий, группа вынуждена была срочно эвакуироваться, при этом ездовых собак породы сахалинский хаски, которых использовали в сухопутной части экспедиции, невозможно было забрать, и они остались на базе в зимний период. Исполнитель главной роли в фильме известный японский актёр Кэн Такакура.
Фильм «Антарктическая история» стал одним из кассовых фильмов Японии тех лет, его посмотрели 12 млн человек. Далее фильм демонстрировался в США, Австралии, Италии и Франции под названием «Antarctica» в укороченном варианте (некоторые сцены были удалены). В 2001 году фильм был выпущен на DVD на японском, английском и китайском языках.

## Сюжет
В начале 1958 года на японской антарктической базе «Сёва» было принято решение отправиться на материковую возвышенность Боттнутен с целью максимально точного определения её местоположения, высоты, а также геологического исследования местности. Три японских исследователя: профессор Департамента геофизики Университета Хоккайдо Аки́ра Усио́да, метеоролог из Университета Киото О́ти Кэндзи́ро и опытный альпинист Одза́ки Та́йтё решили осуществить экспедицию, используя 15 ездовых собак. Из-за трудностей похода и начавшейся портиться погоды они вернулись позже запланированного срока. В это время японское исследовательское судно со сменной группой вынуждено было отправить самолёт за первой группой исследователей и забрать только людей. Собак оставили с недельным запасом пищи на базе «Сёва» дожидаться сменной группы. Но погодные условия, льды и повреждения судна не дали этого сделать и обе группы отправились в Японию. Акира Усиода безуспешно пытался уговорить начальство разрешить ему вернуться и забрать собак.
Привязанные собаки на базе в условиях наступающих холодов были вынуждены срываться с цепей и ошейников в поисках пропитания. Семеро из них (Го́ро, Бэ́су, Мо́ку, А́ка, Куро́, Боти́ и Ку́ма (из Момбецу) не смогли это сделать и замёрзли на привязи. Остальные (Ри́ки, А́нко, Сиро́, Джек, Дэ́ри, Ку́ма (из Фюрена), Таро́ и Дзиро́) были вынуждены выживать самостоятельно в суровых зимних условиях Антарктики. Они пытались охотиться на пингвинов и тюленей, изредка находили остатки продовольствия на складах предыдущих экспедиций, нашли тушу косатки. Рики был смертельно ранен в схватке с морским леопардом, Анко и Дэри провалились под лёд и утонули, Сиро упал с ледяного обрыва и разбился насмерть, Джек и Кума пропали без вести.
Лишь одиннадцать месяцев спустя, в январе 1959 года Акира Усиода, Оти Кэндзиро в составе третьей экспедиции смогли вернуться на «Сёва», чтобы похоронить собак. На привязи были найдены только семеро. Большое удивление и радость людей вызвало то, что две собаки: Таро и Дзиро смогли пережить зиму и вернулись на базу живыми.

## В ролях
- Кэн Такакура — Акира Усиода
- Цунэхико Ватасэ — Оти Кэндзиро
- Синдзи Канаи — Одзаки Тайто
- Эйдзи Окада — Руководитель базы «Сёва» Одзава
- Масако Нацумэ — Кэйко Китадзава
- Коити Сато — Тода Тайто

## Процесс производства
Съёмки фильма заняли более трёх лет и проходили на севере острова Хоккайдо (Япония). По словам режиссёра фильма, большое внимание на съёмках уделялось эмоциональным сценам с собаками, использовались крупные планы и тщательное редактирование. В сценах смерти собак использовался наркоз, их падения или утопления снимались в специальных павильонах с применением хромакея. Кровь на собаках была искусственная. Тем не менее, Американская ассоциация по правам животных (American Humane Association (AHA)) выдвинула идею, что, несмотря на павильоны, животные на съёмках работали в экстремальных условиях, чтобы при просмотре создавалась реалистичность происходящего. А из-за преднамеренного использования в фильме излишней жестокости констатировала, что не может применить формулировку «Ни одно животное не пострадало». Это в частности касалось и животных, на которых охотились собаки по сюжету.

## Выход на экраны
Фильм «Антарктическая история» впервые был показан на 34-м Берлинском кинофестивале в феврале 1983 года. В Японии он имел успех и занял первое место по кассовым сборам в 1983 году. Демонстрировался в США, Австралии, Италии и Франции под названием «Антарктика» в укороченном варианте. В 2001 году фильм был выпущен на DVD.

## Саундтрек
Музыкальное сопровождение к фильму написал известный греческий композитор академической и электронной музыки Вангелис — автор музыкальных сопровождений ко многим художественным фильмам («Огненные колесницы», «Бегущий по лезвию» и др.). Саундтрек под названием «Antarctica» долго не был доступен за пределами Японии, и вышел в мировой прокат только в 1988 году.
Вся музыка написана Vangelis.
| №  | Название                   | Длительность |
| -- | -------------------------- | ------------ |
| 1. | «Theme from Antarctica»    | 7:29         |
| 2. | «Antarctic Echoes»         | 5:58         |
| 3. | «Kinematic»                | 3:50         |
| 4. | «Song of White»            | 5:17         |
| 5. | «Life of Antarctica»       | 5:59         |
| 6. | «Memory of Antarctica»     | 5:30         |
| 7. | «Other Side of Antarctica» | 6:56         |
| 8. | «Deliverance»              | 4:30         |